# Кросовер (аудіо)
Кросовер (англ. crossover, дослівно - момент перетину) - клас електронних фільтрів, що використовується у звукових технологіях високого класу. Головним чином кросовери використовуються у двох випадках - в акустичних системах та при багатоканальній обробці звуку. Кросовер розділяє звуковий спектр на кілька частотних смуг, кожна з яких надходить до окремого динаміка в акустичній системі, або обробляється звуковими ефектами при обробці аудіо.

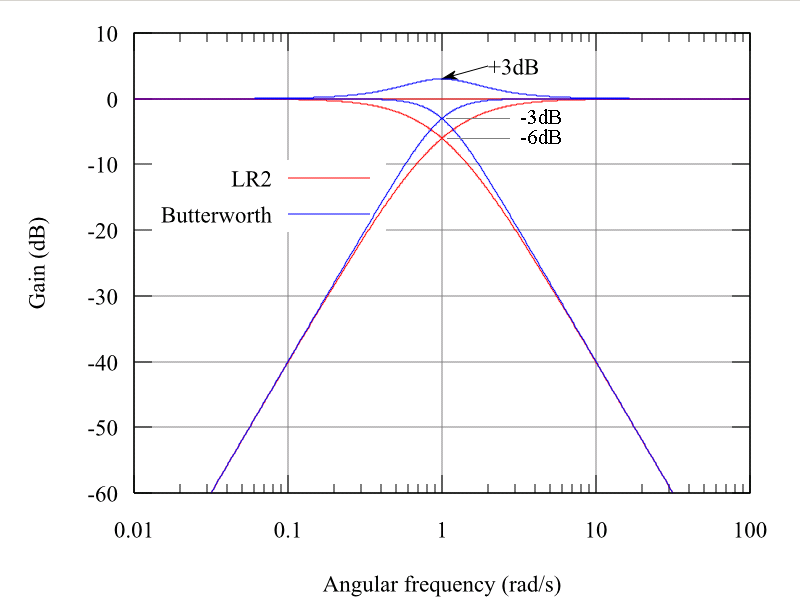
Порівняння роботи кросоверів Butterworth та Linkwitz-Riley. Сумарний вихідний сигнал кросоверу Butterworth дає +3dB максимум у точці перетину

Визначення ідеального кросоверу залежить від характеру використання. Якщо розділені частотні смуги планується змікшувати знов (при багатоканальній обробці), ідеальний кросовер повинен розділити спектр таким чином, щоб смуги не перекривали й не взаємодіяли одна з одною, а сумарний сигнал не відрізнявся частотою, амплітудою та фазою. Практично такий режим є недосяжним, проте може бути реалізованим у наближенні. Якщо ж кросовер призначено для відтворення на акустичних системах, то його робота повинна бути скоординована з драйвером динаміків й залежати від їх характеристик, тому вимога математичного ідеалу до самого по собі кросоверу відпадає.

## Різновиди кросоверів
Кросовери класифікують за такими показниками:

### Кількість частотних смуг
В акустичних системах використовуються як правило 2-х смугові ("2-way speaker") та 3-х смугові кросовери ("3-way speaker"). 2-х смуговий кросовер складається з низькочастотного та високочастотного фільтру. 3-х смуговий - з низькочастотного, смугового та високочастотного фільтрів. Більша кількість фільтрів рідко використовується через складність виконання, що, звичайно, не додає значно якості відтворення. 
Додатковий фільтр, режекторний фільтр, іноді встановлюється на кросовери динаміким для захисту драйверу низькочастотного динаміку від частот, нижчих ніж він може витримати без ризику. Нещодавно з'явилися також так звані "N.5-way" кросовери. Вони призначені для систем з додатковим сабвуфером з кросовером, що мікшує стереофонічний сигнал у монофонічний сигнал субвуферу, підсилюючи басовоу лінію. 